# Bothriocline laxa
Bothriocline laxa là một loài thực vật có hoa trong họ Cúc. Loài này được N.E.Br. mô tả khoa học đầu tiên năm 1894.